# Macrobrachium minutum
Macrobrachium minutum är en kräftdjursart som först beskrevs av J. Roux 1917.  Macrobrachium minutum ingår i släktet Macrobrachium och familjen Palaemonidae. Inga underarter finns listade i Catalogue of Life.